# San Fernando (Pampanga)
San Fernando è una città componente delle Filippine, capoluogo della Provincia di Pampanga e della Regione di Luzon Centrale. Secondo il censimento del 2020, ha una popolazione di 354 666 abitanti.
La città costituisce il nucleo di Metro Clark,, nota anche come Metro Angeles, un'area urbana della Provincia di Pampanga considerata il cuore industriale e residenziale del Luzon Centrale.
San Fernando deve il suo nome al re Ferdinando VI di Spagna ed ha come santo patrono Ferdinando III di Castiglia, la cui festa viene celebrata il 30 maggio. Nota popolarmente come "capitale natalizia delle Filippine", la città ospita ogni anno nel mese di dicembre il Ligligan Parul, ovvero il Festival delle Lanterne Giganti, durante il quale vengono esposte enormi lanterne luminose note come parol.

## Suddivisione amministrativa
San Fernando è formata da 35 baranggay:
- Alasas
- Baliti
- Bulaon
- Calulut
- Del Carmen
- Del Pilar
- Del Rosario
- Dela Paz Norte
- Dela Paz Sur
- Dolores
- Juliana
- Lara
- Lourdes
- Magliman
- Maimpis
- Malino
- Malpitic
- Pandaras

- Panipuan
- Pulung Bulu
- Quebiauan
- Saguin
- San Agustin
- San Felipe
- San Isidro
- San Jose
- San Juan
- San Nicolas
- San Pedro
- Santa Lucia
- Santa Teresita
- Santo Niño
- Santo Rosario (Pob.)
- Sindalan
- Telabastagan